# Linamarin sintaza
Linamarin sintaza (EC 2.4.1.63, uridin difosfoglukoza-keton glukoziltransferaza, uridin difosfat-glukoza-keton cijanohidrin beta-glukoziltransferaza, UDP glukoza keton cijanohidrin glukoziltransferaza, UDP-glukoza:keton cijanohidrin beta-glukoziltransferaza, uridin difosfoglukoza-keton cijanohidrin glukoziltransferaza) je enzim sa sistematskim imenom UDP-glukoza:2-hidroksi-2-metilpropannitril beta-D-glukoziltransferaza. Ovaj enzim katalizuje sledeću hemijsku reakciju
UDP-glukoza + 2-hidroksi-2-metilpropannitril {\displaystyle \rightleftharpoons } UDP + linamarin
Enzim glukoziluje cijanohidrine butanona i pentan-3-ona kao i acetona.

## Literatura
- Nicholas C. Price; Lewis Stevens (1999). Fundamentals of Enzymology: The Cell and Molecular Biology of Catalytic Proteins (Third изд.). USA: Oxford University Press. ISBN 019850229X.
- Eric J. Toone (2006). Advances in Enzymology and Related Areas of Molecular Biology, Protein Evolution (Volume 75 изд.). Wiley-Interscience. ISBN 0471205036.
- Branden C; Tooze J. Introduction to Protein Structure. New York, NY: Garland Publishing. ISBN 0-8153-2305-0.
- Irwin H. Segel. Enzyme Kinetics: Behavior and Analysis of Rapid Equilibrium and Steady-State Enzyme Systems (Book 44 изд.). Wiley Classics Library. ISBN 0471303097.

## Spoljašnje veze
- Linamarin+synthase на 